# Acido caprilico
L'acido caprilico (C8) (nome IUPAC, acido ottanoico) è un acido carbossilico.

## Aspetto
A temperatura ambiente si presenta come un liquido incolore dall'odore tenue. È un composto corrosivo.
È un liquido oleoso, minimamente solubile in acqua, con un leggero, spiacevole, sapore rancido.

## Fonti vegetali
Si trova in natura nella noce di cocco e nel latte materno.

## Utilizzi
L'acido caprilico è usato commercialmente per la produzione di esteri usati in profumeria e per la produzione di coloranti.
Viene anche utilizzato in cosmesi in quanto compone la frazione più leggera dell'olio di cocco (insieme all'acido caprico) dando origine ad un emolliente, commercialmente noto come trigliceride caprilico/caprico. Questo eccipiente può essere ottenuto in modo naturale dall'olio di cocco (tramite distillazione e poi separazione fisica) o tramite un processo di sintesi: gli acidi grassi raffinati provenienti dall'olio di cocco vengono ricombinati chimicamente con glicerina. L'alta percentuale di acidi caprilico e caprico e la quasi totale assenza di acido laurico, determinano la bontà di una frazione leggera dell'olio di cocco.